# 利特爾德克薩斯鎮區 (阿肯色州克雷格黑德縣)
利特爾德克薩斯鎮區（英語：Little Texas Township）是位於美國阿肯色州克雷格黑德縣的一個行政鎮區。

## 地方資料
利特爾德克薩斯鎮區的面積為140.84平方千米，當中陸地面積為140.08平方千米，而水域面積為0.76平方千米。根據2010年美國人口普查的數據，當地共有人口198人，而人口密度為每平方千米1.41人。